# Anuradha Koirala

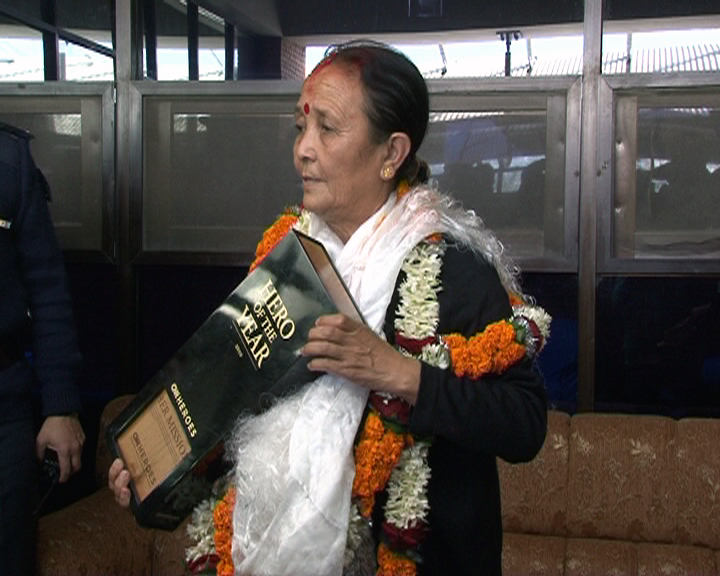
Anuradha Koirala2 2010

Anuradha Koirala (Nepali अनुराधा कोइराला; geboren am 14. April 1949 in Kalimpong (Indien)) ist eine Frauenrechtlerin, die sich maßgeblich an der indisch-nepalesischen Grenze gegen Trafficking von Frauen und Kindern einsetzt und den Verein Maili Nepal gründete.

## Leben
Anuradha Koirala wurde als Tochter von Laxmir Gurung und Oberst Pratap Singh Gurung in Bengalen geboren und ging im St. Joseph Convent in Kalimpong zur Schule. Ihre Lehrerinnen vertieften ihre Neigung, anderen helfen und sozial tätig sein zu wollen. Sie bewunderte die Arbeit Mutter Teresas in Kalkutta und beschloss, in ihrem Leben ebenfalls die Sorge um andere in den Mittelpunkt zu stellen. Während sie selbst eine alleinerziehende Mutter war, die als Lehrerin arbeitete, begann sie, anderen Frauen zu helfen.
1993 rief sie den gemeinnützigen Verein Maiti Nepal, dessen Name für „Mothers Home for Girls“ steht, in ihrer Heimat ins Leben. Alles begann mit nur zwei Zimmern, die Opfer von Menschenhandel und Gewalt aufnahmen. Anuradha Koirala hatte selbst sehr jung geheiratet und war Opfer von Gewalt in der Ehe geworden. Nicht zuletzt deshalb setzt sie sich dafür ein, für die Betroffenen und deren Kinder einen sicheren Hafen zu erschaffen und sie medizinisch zu versorgen. Der Verein Maiti Nepal besteht heute aus einem Präventionsheim, sechzehn Transitheimen, zwei Rehabilitationsheimen für Frauen, ein Kinderschutzheim, zwei Hospizzentren, ein Informations- und Überwachungszentrum beim Außenministerium und einer Schule namens Teresa Academy. Mehr als 1000 Kinder erhalten täglich direkte Hilfe von Maiti Nepal. Ermöglicht wurde dieses große Hilfsangebot durch die feste Entschlossenheit und die beispiellose Führungsstärke ihrer Gründerin. Besonderer Wert wird bei der gegebenen Hilfe auf die Stärkung der Frauen gelegt („Empowerment of Women“). Bis 2011 konnte Maili Nepal über 12.000 Frauen helfen.
Anuradha Koirala wurde außerdem zur ersten Nepalesin, die das Amt einer Gouverneurin der Demokratischen Bundesrepublik Nepal ausübte und das einzige weibliche Mitglied im Regierungsteam, das Friedensgespräche mit den maoistischen Aufständischen in Nepal führte. Sie erhielt zahlreiche Auszeichnungen und Preise, unter anderem den CNN Hero Award in Anerkennung um ihren Verdienst gegen das Trafficking von Frauen und Kindern.
Von vielen wird sie Mutter Teresa Nepals genannt. Die Mitglieder von Maili Nepal nennen sie Dijju (deutsch ältere Schwester), ein Name, der ihre Dankbarkeit ausdrückt.

## Auszeichnungen (Auswahl)
- 1998 Beste Sozialarbeiterin, verliehen von Nepal
- 1999 Prabal Gorkha Dakshin Bahu Medal, verliehen von Nepal
- 2002 Höchster Orden des Landes Nepal, verliehen von König Gyanendra, Nepal[8]
- 2006 The Courage of Conscience Award, verliehen von The Peace Abbey in Massachusetts, USA
- 2010 CNN Hero Preis, verliehen von CNN in den USA[6]
- 2014 Mother Teresa Award for Social Justice, verliehen durch The Harmony Foundation[9]